# Gadhada
Gadhada är en ort i Indien.   Den ligger i distriktet Bhāvnagar och delstaten Gujarat, i den västra delen av landet, 900 km sydväst om huvudstaden New Delhi. Gadhada ligger 89 meter över havet och antalet invånare är 28 611.
Terrängen runt Gadhada är platt, och sluttar österut. Runt Gadhada är det ganska tätbefolkat, med 239 invånare per kvadratkilometer. Det finns inga andra samhällen i närheten. Trakten runt Gadhada består till största delen av jordbruksmark.